# Paul Biedermann
Paul Biedermann (født 7. august 1986) er en tysk svømmer og forhenværende verdensmester i 200 og 400 meter fri på langbane. Han er indehaver af verdensrekorderne på lang- og kortbane i 200 meter fri, og på langbane i 400 meter fri.